# Xã Hague, Quận Clark, South Dakota
Xã Hague (tiếng Anh: Hague Township) là một xã thuộc quận Clark, tiểu bang Nam Dakota, Hoa Kỳ. Năm 2010, dân số của xã này là 38 người.